# Innovatie Attaché Netwerk
Het Innovatie Attaché Netwerk (IA-netwerk) is een netwerk van het Nederlandse ministerie van Economische Zaken dat zich inzet om Nederlandse wetenschap, technologie en innovatie internationaal te stimuleren. Het IA-netwerk ontstond in 1953 en is administratief  ondergebracht bij de Rijksdienst voor Ondernemend Nederland (RVO), een agentschap van het ministerie van Economische Zaken. Het netwerk heeft haar thuisbasis bij RVO, en bestaat verder uit internationale teams die verspreid zijn over zestien vooruitlopende kenniseconomieën. Deze teams worden geleid door innovatie attachés en zijn gevestigd op Nederlandse ambassades en Consulaten-Generaals in landen zoals China, Duitsland, Frankrijk, India, Japan en de Verenigde Staten.

## Werkterrein
De Nederlandse overheid ziet internationale samenwerking op het gebied van technologie, wetenschap en innovatie als cruciaal voor het toekomstige verdienvermogen van Nederland en het vinden van oplossingen voor de grote maatschappelijke uitdagingen. Het IA-Netwerk opereert in lijn met de speerpunten van het innovatie- en industriebeleid van het ministerie van Economische Zaken zoals de Nationale Technologie Strategie en de Groeimarktenanalyse en ondersteunt de internationale ambities van het missiegedreven innovatiebeleid door nieuwe publiek-private samenwerkingsverbanden met sterke buitenlandse partners te faciliteren in technologiegebieden zoals kunstmatige intelligentie, halfgeleiders, energiematerialen, beeldverwerking, cybersecurity, fotonica en quantumtechnologie.
De Innovatie Attachés zijn gevestigd in kenniseconomieën waar de Nederlandse overheid evenals het kennisintensieve bedrijfsleven en kennisinstellingen bijzondere interesse heeft. Er zijn momenteel Innovatie Attachés in Brazilië (São Paolo), Canada (Toronto), China (Beijing, Guangzhou, Shanghai), Taiwan (Taipei), Duitsland (Berlijn en München, mede geaccrediteerd voor Zwitserland), Frankrijk (Parijs), India (New Delhi, Bangalore, Mumbai), Japan (Tokio), Singapore, Turkije (Istanbul), het Verenigd Koninkrijk (Londen), de Verenigde Staten (Washington DC, Boston, San Francisco), Zuid-Korea (Seoul) en Zweden (Stockholm).
Een aantal taken van het netwerk zijn:
- Het signaleren van trends op het gebied van wetenschap, technologie en innovatie en R&D in ontwikkelde en zich snel ontwikkelende kenniseconomieën
- Het vormen van innovatieve netwerken van Nederlandse en buitenlandse bedrijven en kennisinstellingen
- Het matchen van buitenlandse en Nederlandse innovatieve bedrijven en kennisinstellingen
- Het bevorderen van formele samenwerking met overheidsinstanties, en vooraanstaande kennisinstellingen en bedrijven in het buitenland
- Het organiseren en begeleiden van innovatiemissies en delegaties
- De belangenbehartiging (economische diplomatie) richting nationale en regionale overheden

## Geschiedenis
De voorloper van het IA-netwerk, het Technisch Wetenschappelijk Attaché (TWA) netwerk is ontstaan in 1953. De Nederlandse overheid had, na de Tweede Wereldoorlog, de sterke behoefte om zich internationaal te oriënteren op technisch wetenschappelijke ontwikkelingen en samenwerking. De eerste TWA werd gevestigd in de VS, in Washington DC. Tien jaar later werd een TWA verbonden aan de Nederlandse ambassade in Tokio, toen de snelle Japanse technologische en economische ontwikkeling furore begon te maken. Duitsland, Frankrijk, VK, Italië, Zweden, China, Finland, Singapore en Zuid-Korea volgden.
In 2008 werd na een beleidsevaluatie besloten tot een strategiewijziging: in verschillende Europese landen werd een TWA niet meer nodig geacht op grond van de sterke EU-R&D-samenwerking. Gekozen werd om in Duitsland en Frankrijk te blijven, maar vooral uit te breiden naar opkomende kenniseconomieën. Het Netwerk in China werd uitgebreid (nu in Beijing, Shanghai en Guangzhou) en er kwamen Attaché’s in India en Taiwan, Rusland, Brazilië en Turkije. In de VS breidde het IA-netwerk uit naar Boston en in Duitsland naar München. De beleidsmatige contacten met het ministerie van EZ werden versterkt en besloten werd om de TWA’s voortaan Innovatie Attachés te noemen, om te benadrukken dat het doel expliciet innovatiebevordering is: het vernieuwen van Nederlandse technologie, diensten en productieprocessen, in samenwerking met de meest innovatieve bedrijven en kennisinstellingen in het buitenland. Het takenpakket is in de loop der jaren verbreed en omhelst nu ook economische veiligheid en weerbaarheid, energie- en grondstoffenvoorziening, innovatieve gezondheidszorg en klimaat- en groene groei-samenwerking.